# 圣马丹多伊德
圣马丹多伊德（法語：Saint-Martin-d'Oydes，法語發音：[sɛ̃ maʁtɛ̃ dɔjd]）是法国阿列日省的一个市镇，位于该省北部，属于帕米耶区。

## 地理
圣马丹多伊德（43°10'13"N, 1°29'46"E）面积11.64 平方千米，位于法国奧克西塔尼大區阿列日省，该省份为法国西南部内陆省份，西部和北部与上加龙省接壤，东临奥德省，东南至东比利牛斯省接壤，南与安道尔和西班牙接壤。
与圣马丹多伊德接壤的市镇（或旧市镇、城区）包括：阿尔蒂加、迪尔福、埃斯普拉、莱斯库斯、圣米歇尔、安藏。

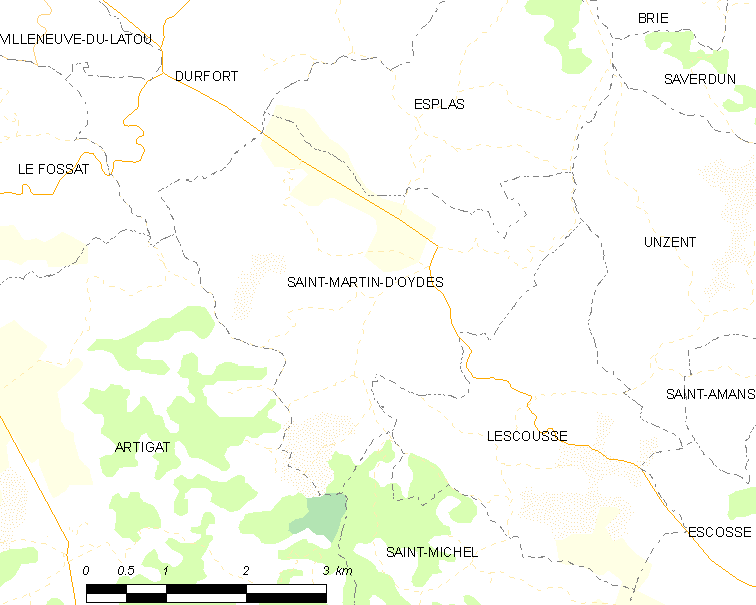
圣马丹多伊德的OSM定位图

圣马丹多伊德的时区为UTC+01:00、UTC+02:00（夏令时）。

## 行政
圣马丹多伊德的邮政编码为09100，INSEE市镇编码为09270。

## 政治
圣马丹多伊德所属的省级选区为帕米耶第一县。

## 人口

1962-2008年间圣马丹多伊德人口变化图示

圣马丹多伊德于2022年1月1日时的人口数量为251人。